# Kanagamakalapalli, Chintamani
Kanagamakalapalli là một làng thuộc tehsil Chintamani, huyện Chikkaballapur, bang Karnataka, Ấn Độ.